# فمینیسم مادرانه
فمینیسم مادرانه (به انگلیسی: Maternal feminism) اعتقاد بسیاری از فمینیست‌های اولیه است. آن‌ها معتقدند زنان به‌عنوان مادر و مراقب نقش مهم و  متمایزی در جامعه و سیاست دارند. این ایده شامل فمینیسم اجتماعی می‌شود و مفاهیم مادرگرایی و فمینیسم را با هم ترکیب می‌کند. فمینیسم مادرانه از اواخر قرن نوزدهم تا پس از جنگ جهانی اول (۱۹۱۴-۱۹۱۸) این یک فلسفه گسترده در میان زنان ثروتمند در امپراتوری بریتانیا به‌ویژه کانادا بود. این مفهوم توسط فمینیست‌های بعدی به‌عنوان پذیرش دیدگاهی پدرانه نسبت به جامعه و ارائه بهانه‌ای برای نابرابری مورد حمله قرار گرفت.
کریستینا هاف سامرز منتقد فمینیسم اواخر قرن بیستم، فمینیسم مادرانه را به‌عنوان «تشخیص این‌که جنسیت‌ها برابر اما متفاوت هستند» تعریف کرده است. سامرز «فمینیسم برابری‌خواهانه» مری ولستون‌کرافت (۱۷۵۹-۱۷۹۷) را با فمینیسم مادرانه هانا مور (۱۷۴۵-۱۸۳۳) مقایسه می‌کند. ولستون‌کرافت فکر می‌کرد: «مردان و زنان اساساً از نظر روحی و روانی یکسان هستند و مستحق حقوق یکسانی هستند». به گفته سامرز، «هانا زنان را در جایی که قرار داشتند می‌دید. او معتقد بود که طبیعتی زنانه وجود دارد و زنان مراقبت و پرورش می‌دهند، متفاوت از مردان، اما سزاوار برابری».